# Gosteče

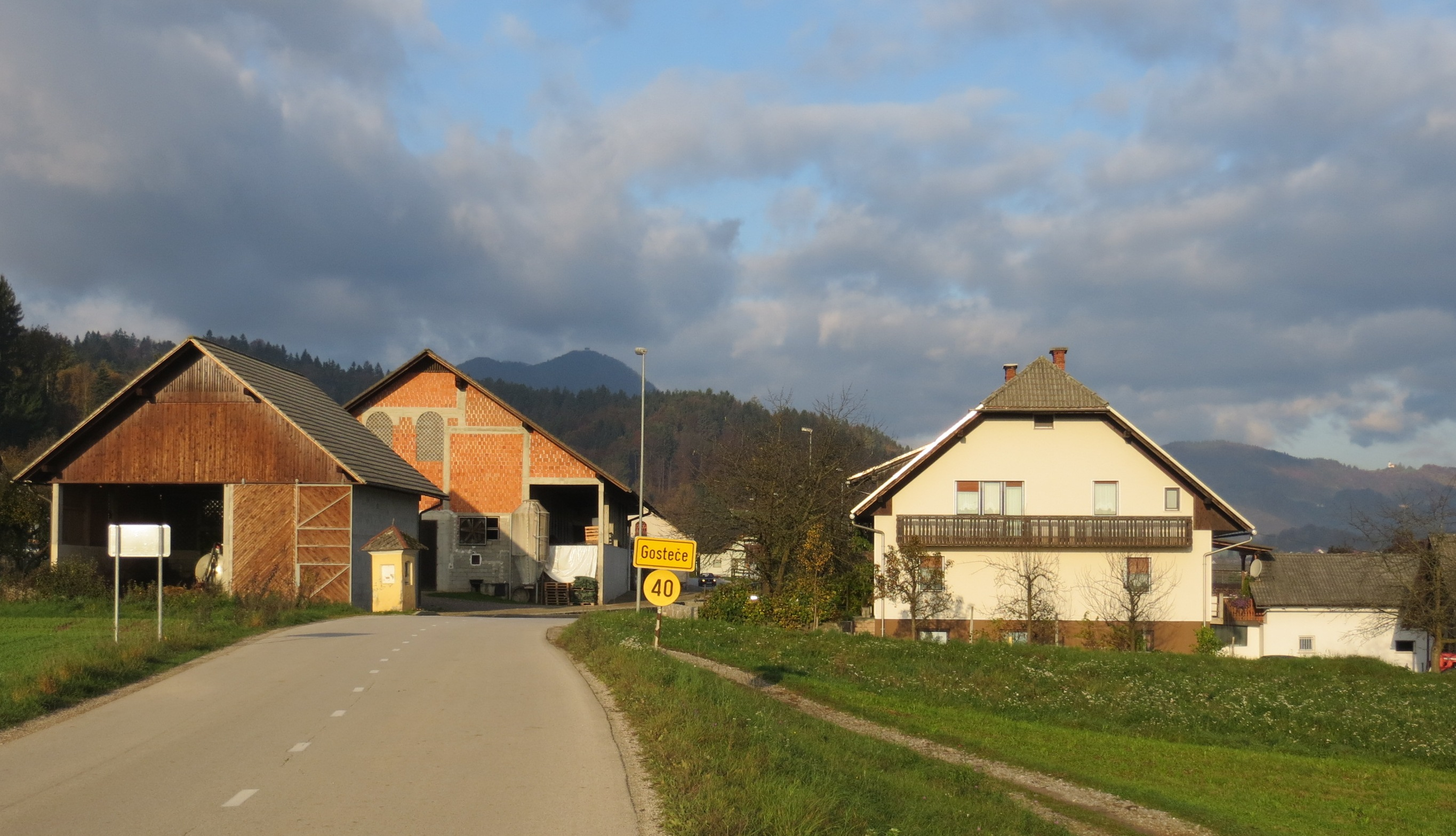
Gosteče in Slowenien

Gosteče ist ein Dorf in Slowenien und liegt zwischen Soriško polje und Suha am rechten Ufer der Sora.
Es gehört zur Gemeinde Škofja Loka in der Region Oberkrain. Hauptsächliche Sehenswürdigkeit ist die einschiffige gotische St. Andreas-Kirche. Als Besonderheit gilt die bemalte Holzdecke aus der Renaissance sowie sehenswerte Fresken, zum Teil auch aus späteren Epochen. Gosteče ist der Geburtsort des Lyrikers, Erzählers und Dramatikers Cvetko Golar.